# Thigmotaxie

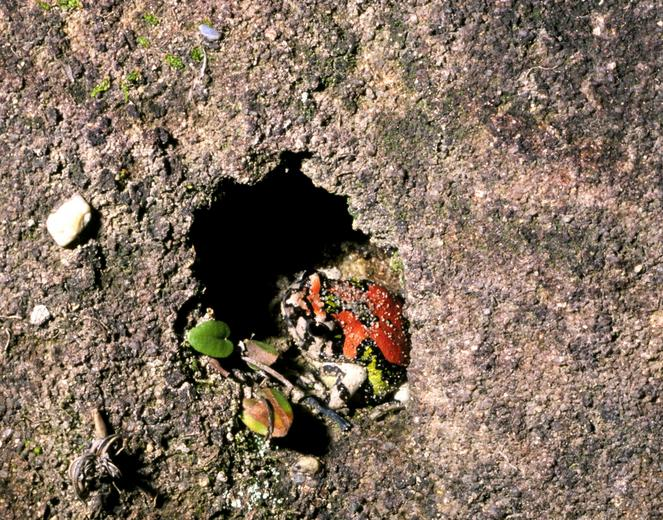
Scaphiophryne gottlebei verscholen in een rotswand

Thigmotaxie is een beweging in reactie op aanraking of juist het gebrek hieraan. Het woord is afgeleid van het Griekse woord 'thigmo' (θιγμός), wat 'aanraking' betekent en is een specifieke vorm van taxie (oriënteringsreactie op een uitwendige prikkel).
Thigmotaxie wordt waargenomen bij verschillende organismen. De reactie kan beweging of juist rust betekenen. Oorwormen en veel kikkersoorten zoeken bijvoorbeeld graag een omgeving om die het gehele lichaam omsluiten. Bij andere soorten, bijvoorbeeld pinguïns, hebben de jongen de sterke neiging om zich tegen de ouderdieren te drukken. In deze gevallen zoekt het organisme de aanraking op, men spreekt in de biologie dan van positieve thigmotaxie. Wanneer aanraking wordt vermeden spreekt men van negatieve thigmotaxie.